# Plano de Gómez de Mora

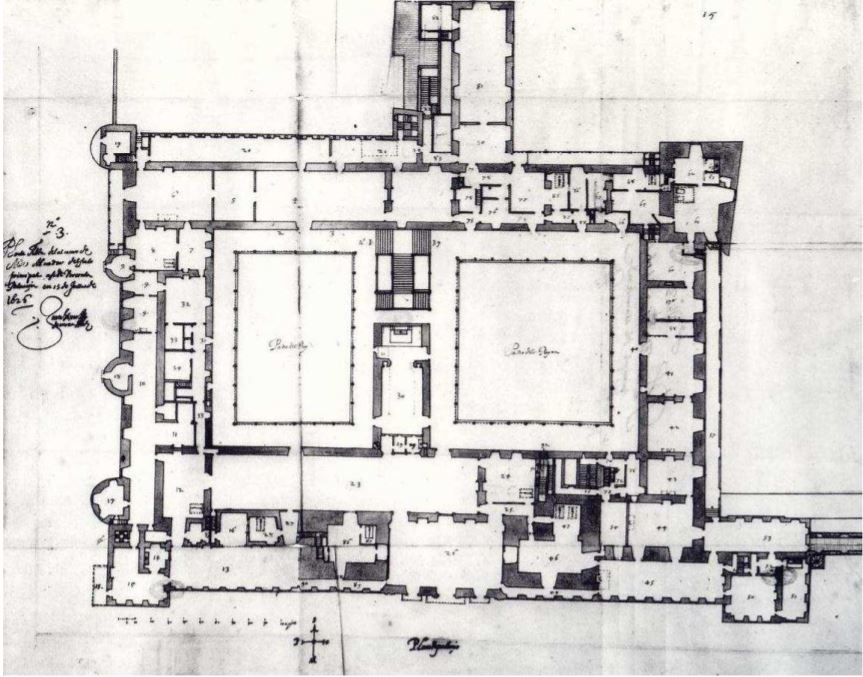
Plano de la planta alta del Alcázar de Madrid

El plano de Gómez de Mora es un documento representando plantas arquitectónicas del desaparecido Alcázar de Madrid en el año 1626. Por su compleción es considerado como uno de las fuentes fundamentales para el estudio de esta residencia regia.

## Historia
El plano se encuentra dentro de un documento existente en la Biblioteca Vaticana, cuyo autor es Juan Gómez de Mora, arquitecto real al servicio de Felipe IV de España. Este documento, conocido bajo el nombre de Casas Reales y Jardines de Felipe II, contiene una descripción de una serie de residencias reales. Se cree que el manuscrito fue escrito con ocasión de la visita del cardenal Francesco Barberini a España como cardenal legado, con ocasión del bautizo de la infanta María Eugenia, hija de Felipe IV. 

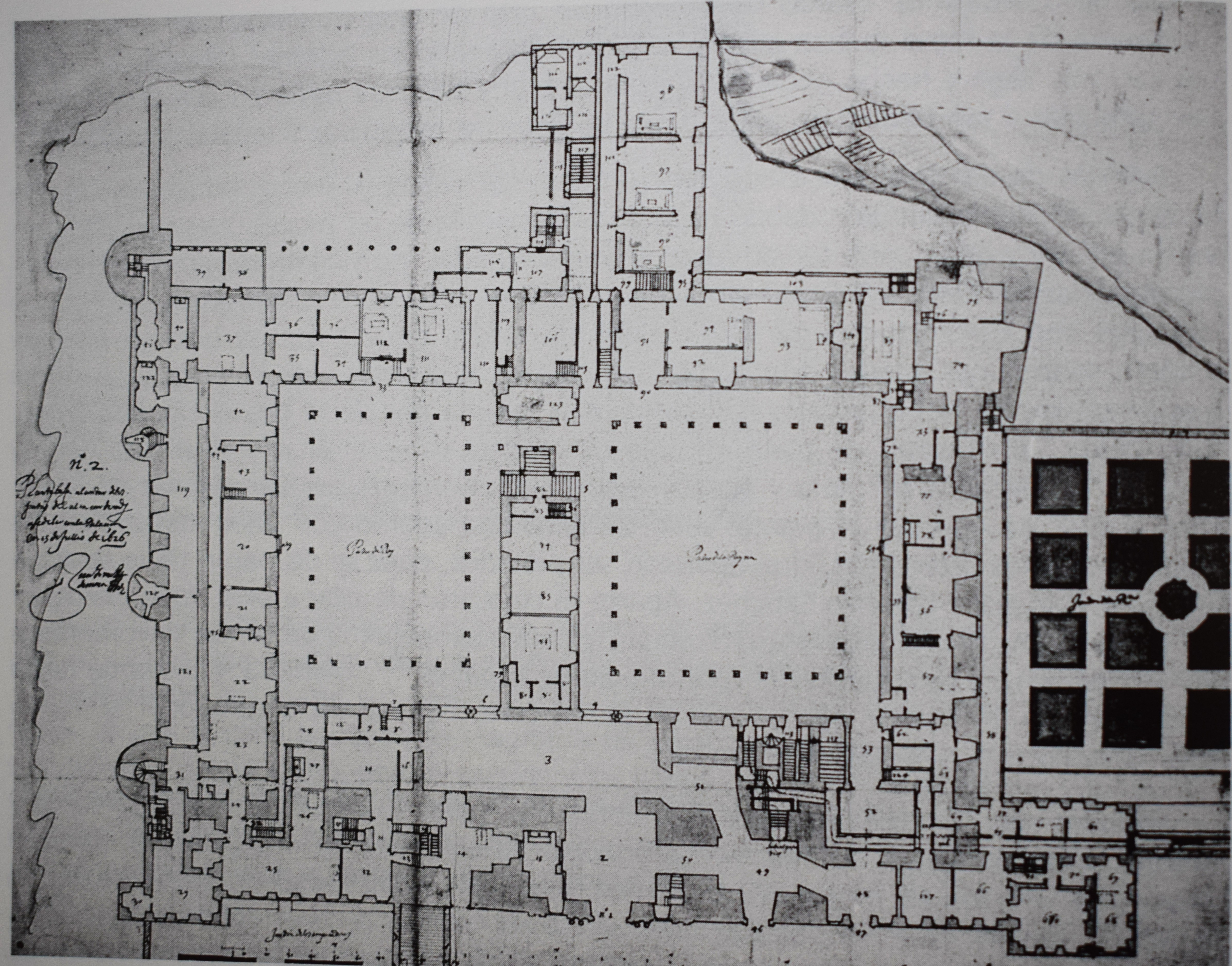
Plano correspondiente a la planta baja del Alcázar.

En el siglo XVIII se realizó una reproducción de la planta alta y baja, conservadas en la Biblioteca del Congreso de los Estados Unidos.
El códice fue publicado por Francisco Íñiguez Almech en 1952 en la revista Cuadernos de trabajo de la Escuela Española de Historia y Arqueología en Roma. Por entonces Íñiguez Almech, era director de la Escuela Española de Historia y Arqueología en Roma puesto que desarrolló desde 1950 hasta 1958.

## Descripción
El documento se compone de dos planos, uno referido a la planta baja del edificio y otro referido al piso principal.
Ambos planos contienen una serie de números que indican el destino de la mayor parte de las estancias y son descritos a lo largo del códice conservado en la Biblioteca Vaticana.

### Individuales
1. ↑  Checa Cremades, Fernando (1994). El Real Alcazar de Madrid: dos siglos de arquitectura y coleccionismo en la corte de los reyes de España. Nerea. p. 152. ISBN 978-84-86763-91-6. Consultado el 24 de marzo de 2023.
2. ↑  «[Alcázar of Madrid Main floor plan]». Biblioteca del Congreso de Estados Unidos. Consultado el 27 de mayo de 2023.